# Sälskärs fyr
Sälskärs fyr (finska: Sälskärin majakka) är en fyr på ön Sälskär i Ålands hav i Hammarlands kommun.
Fyrplatsen anlades 1866–1868 efter att medel hade beviljats av Finlands lantdag. Den 39 meter höga fyren i vitkalkat tegel ritades av arkitekt Hampus Dahlström och tändes första gången den 15 september 1868. En spiraltrappa med 164 steg leder upp till lanterninen.
Fyren visade ett fast vitt sken avbrutet av röda blänk. Fyrapparaten och linssystemet köptes från Frankrike. Boningshusen låg ett stycke från fyren.
Fyren skadades svårt i höststormarna år 1894. Tornet fick stora sprickor och lanterninen med fyrapparaten föll ner. År 1904 förstärktes tornet med järnband och stöttades med kraftiga vajrar.
Fyrlyktan, som ursprungligen eldades med rovolja och senare med fotogen, ersattes med en AGA-fyr år 1949 och fyrplatsen avbemannades.
Lanterninen fick nytt tak på 1980-talet och de stöttande vajrarna togs bort. Fyren renoverades i slutet av 1990-talet. Den drivs  med el från solpaneler och förvaltas av Finlands fyrsällskap.
Fyrplatsen kan nås med båt men fyren är inte öppen för besökare.

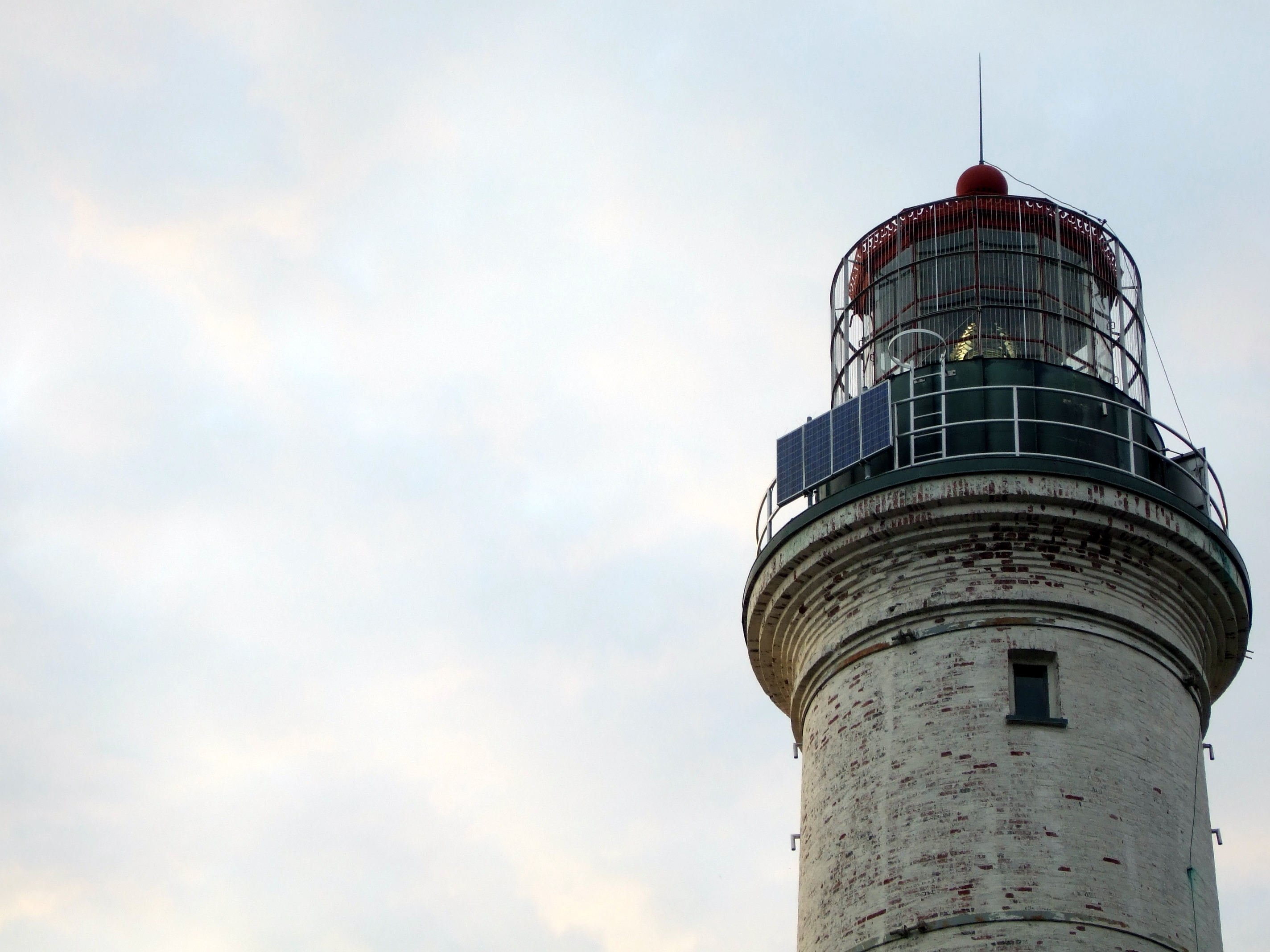
Övre delen av Sälskärs fyr.
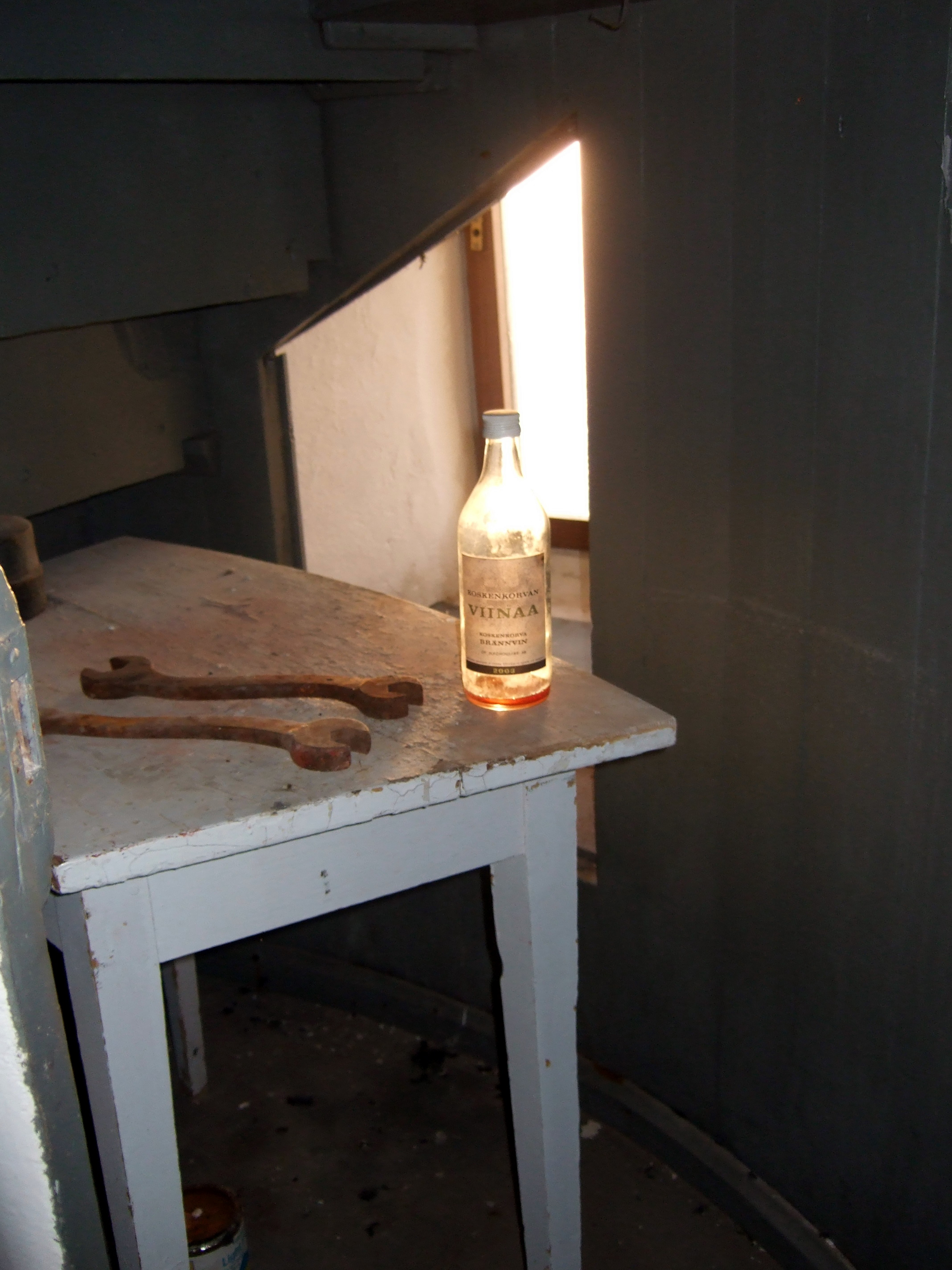
Fyrvaktarrum i Sälskärs fyr.
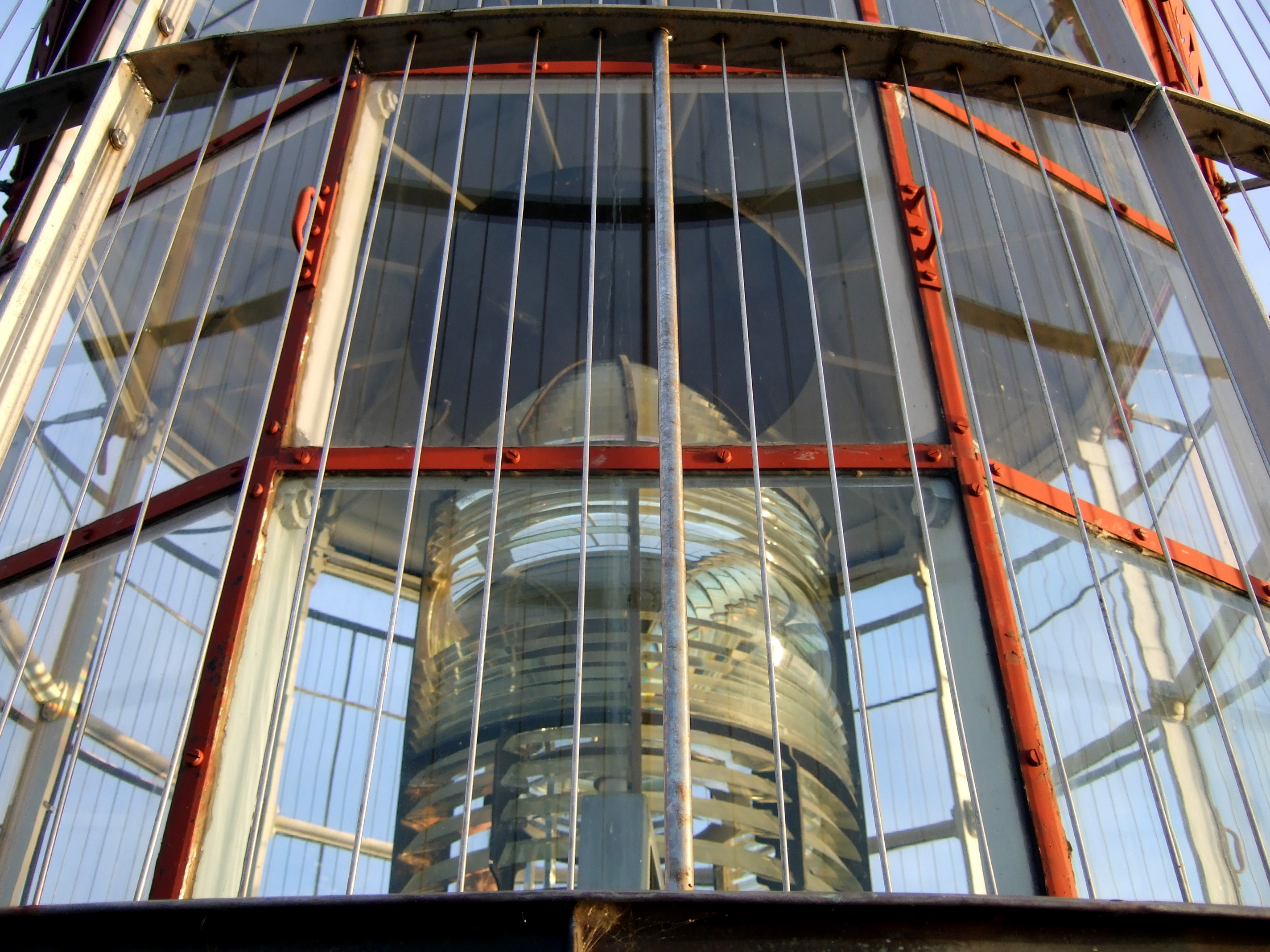
Linsen på Sälskärs fyr.
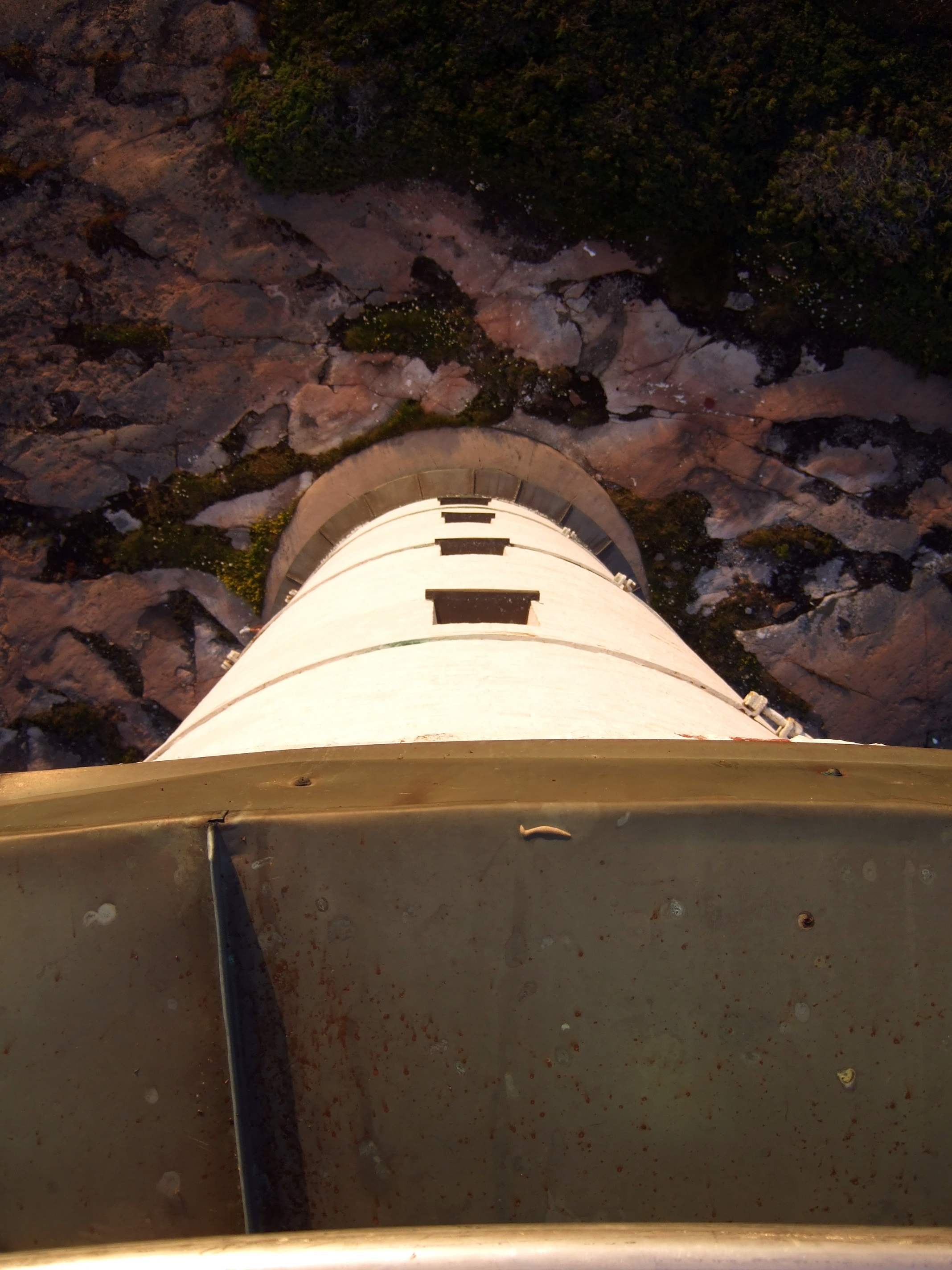
Sälskärs fyr sett från balkongen.